# Auckland Airport
Auckland Airport (tidigare Auckland International Airport) (IATA: AKL, ICAO: NZAA) är Nya Zeelands största och mest trafikerade flygplats med över 16 miljoner passagerare under det år som avslutades augusti 2023. Flygplatsen ligger nära Māngere, en bostadsförort, och Airport Oaks, en förort 21 kilometer söder om Aucklands centrum. Det är både ett inhemskt och internationellt nav för Air New Zealand och Jetstars Nya Zeelands nav.
Flygplatsen är en av Nya Zeelands viktigaste infrastrukturtillgångar, och ger tusentals arbetstillfällen för regionen. Den hanterade 71 procent av Nya Zeelands internationella flygpassagerares ankomster och avgångar år 2000. Den är en av endast två kommersiella flygplatser i Nya Zeeland (den andra är Christchurch) som kan ta emot flygplan av typen Boeing 747 och Airbus A380.
Flygplatsen har en enda 3 535 m bana, 05R/23L, som är Cat IIIb-kapabel (med reducerad rörelsehastighet) i 23L-riktningen. Den har en kapacitet på cirka 45 flygrörelser per timme, och är för närvarande den mest trafikerade flygplatsen med en landningsbana i Oceanien. I november 2007 påbörjades arbetet med en ny norra bana, som ska byggas i flera etapper och främst användas av mindre flygplan, vilket frigör kapacitet på huvudbanan. Projektet försenades flera gånger och år 2023 har fortfarande inget datum meddelats för dess slutförande.
För närvarande finns det två terminaler, en internationell och en inrikes. År 2023 tillkännagav flygplatsen planer på att alla jetflygningar ska använda en enda utökad terminal, medan turbopropplan fortsätter att använda inrikesterminalen.

## Historik
Platsen för Auckland Airport användes först som ett flygfält av Auckland Aero Club. År 1928 arrenderade klubben mark av en bonde för att ha plats för klubbens tre De Havilland Gypsy Moths. Klubbpresidenten noterade då att platsen "har många fördelar av avgörande betydelse för en flygplats och träningsplats. Den har bra inflygningar, är väldränerad och är fri från kraftledningar, byggnader och dimma." Före ombyggnaden var platsen känd som Mangere Aerodrome.
Från 1948 fungerade RNZAF-basen i Auckland vid Whenuapai som den civila flygplatsen för Auckland. Den valdes, trots att kullarna intill Whenuapai begränsade möjligheten för nyare flygplan att använda faciliteterna, eftersom platsen redan var etablerad som en RNZAF-bas. En rapport från september 1948 av Sir Frederick Tymms rekommenderade att Whenuapai flygplats ersätts med en större specialbyggd flygplats belägen i antingen Māngere eller Pakuranga. År 1958 gav Nya Zeelands regering Leigh Fisher Associates i uppdrag att kartlägga och utforma den internationella flygplatsen i Māngere.
År 1960 började arbetet med att förvandla platsen till Aucklands huvudflygplats. Mycket av banan är på land som återvunnits från Manukau hamn. Det första flyget att lämna den nya flyghamnen var en Air New Zealand DC-8 i november 1965, på väg till Sydney. Flygplatsen invigdes officiellt året därpå, med en "grand air pageant" (flyguppvisning) på Auckland Anniversary weekend, 29 till 31 januari 1966.
När flygplatsen öppnade var banan 2 591 meter lång. Landningsbanan förlängdes västerut till 3 292 meter 1973.
Qantas påbörjade den första planerade Boeing 747-trafiken från Auckland fredagen den 8 december 1972.
En ny internationell terminal, uppkallad efter Jean Batten, byggdes 1977. Dessförinnan använde alla flyg det som nu är inrikesterminalen. År 2005 ändrades den internationella terminalen, vilket skilde ankommande och avgående passagerare åt.

### Expansion
Byggandet av etapp ett av en andra landningsbana startade i november 2007. Etapp två medförde att banan förlängdes till 1 650 meter, vilket gjorde det möjligt för inrikes jetflyg att använda den. Steg tre (slutsteg) ledde till förlängningen av banan till 2 150 meter, vilket gjorde det möjligt för medelstora internationella jetflygningar att landa där, från destinationer som Stillahavsöarna eller Australien. Så småningom skulle även en ny inrikesterminal byggas norrut för att bättre utnyttja den nya banan. Den nya banan kom därmed att frigöra den längre södra banan för att klara fler tunga jetflygningar. Det tioåriga projektet skulle kosta 120 miljoner NZD, exklusive betydande utbyggnader planerade för flygplatsens ankomst-/avgångsbyggnader och tillhörande strukturer.
År 2009 byggdes en förlängning av den internationella terminalen, vilket skapade Pir B. Pir B täcker 5 500 kvadratmeter och har utformats för att möjliggöra tillägg av nya portar vid behov. Den har för närvarande två portar, båda kan hantera Airbus A380-flygplan. I maj 2009 blev Emirates det första flygbolaget att flyga A380 till Auckland, med flygplanet på sin dagliga rutt Dubai–Sydney–Auckland.
År 2015 påbörjades arbetet med att bygga ut Pir B. Detta projekt möjliggjorde ytterligare tre portar. Detta fördubblade, från tre till sex, antalet A380-flygplan som Auckland Airport kan ta emot samtidigt. Dessutom ökade antalet Boeing 787-9-flygplan som kan rymmas från sex till nio. Denna utveckling hade efterfrågats av flygbolagen för större kapacitet, i framtiden kommer ytterligare fyra portar att byggas på norra sidan av Pir B.

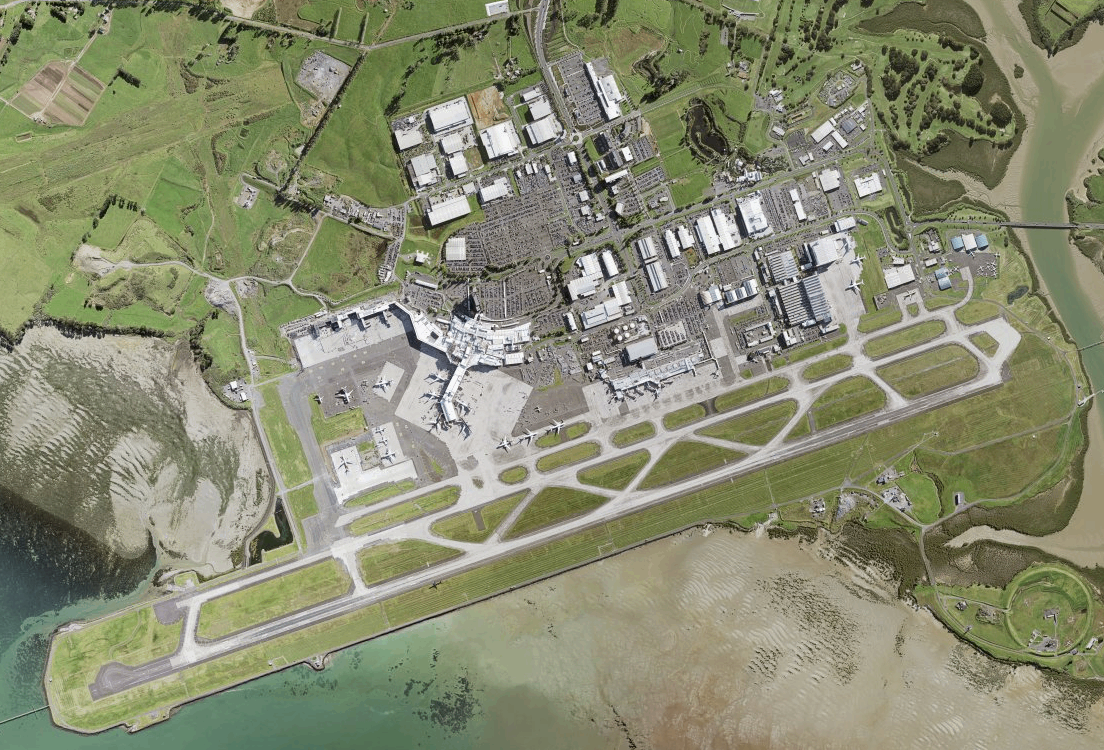
Översiktsbild (2017)

I mars 2023 tillkännagav flygplatsen planer på att ersätta den befintliga inrikesterminalen. Projektet beräknas kosta 3,9 miljarder NZD.

## Flygbolag och destinationer
Auckland ansluter till 23 inhemska och 41 internationella destinationer i Nord- och Sydamerika, Asien, Oceanien och Mellanöstern. Air New Zealand har flest avgångar från flygplatsen följt av Jetstar och Qantas.